# Lopatyn
De Oekraïense plaats Lopatyn (Oekraïens en Russisch: Лопатин; Pools: Łopatyn) is gelegen in de rajon Radehivski van de oblast Lviv. Hemelsbreed ligt Lopatyn op een afstand van circa 72 kilometer van de regionale hoofdstad Lviv.

## Historie
Lopatyn werd als eerst genoemd in 1366 toen het onderdeel was van het Vorstendom Belz. In de middeleeuwen lag Lopatyn in verschillende vorstendommen, maar maakte na de eerste Poolse deling van 1772 deel uit van het Habsburgse Rijk, in de historische bestuurseenheid Oost-Galicië. Dit duurde tot 1918, want na de Eerste Wereldoorlog vond een herverdeling van de landsgrenzen plaats en behoorde het opnieuw tot Polen. Vanaf 1939 werd Lopatyn bij de Sovjet-Unie gevoegd en maakte tot 1991 deel uit van de Oekraïense Socialistische Sovjetrepubliek. Na het uiteenvallen van de Sovjet-Unie lag Lopatyn dan ook in het huidige Oekraïne.